# Cosmiocryptus eugrammus
Cosmiocryptus eugrammus là một loài tò vò trong họ Ichneumonidae.